# Protis simplex
Protis simplex är en ringmaskart som beskrevs av Ehlers 1887. Protis simplex ingår i släktet Protis och familjen Serpulidae. Inga underarter finns listade i Catalogue of Life.